# Polyerata decora
El amazilia corona de berilo (Polyerata decora, anteriormente Amazilia decora) es una especie de ave en la familia Trochilidae.

## Distribución y hábitat

Espacios en los que habita la especie.

Se la encuentra en Costa Rica y Panamá.
Sus hábitats naturales son los bosques bajos húmedos subtropicales o tropicales, y los bosques muy degradados.